# 陸可教
陸可教（1552年—1596年），字敬承，號葵石、葵日，浙江金華府蘭谿縣人，民籍，明朝政治人物。

## 生平
萬曆元年（1573年）癸酉科浙江鄉試第三十五名舉人，五年（1577年）中式丁丑科會試第二名，二甲第二名進士。改庶吉士，七年九月授編修，尋掌誥敕，乞假歸省。十一年七月起復原職，十二月充會典纂修官，十三年二月充經筵展書官，十四年十二月編纂六曹章奏，十五年二月以大典告成，升侍講，十六年七月任江西乡试主考官，十七年九月与洗馬王祖嫡担任武举考试官，十一月升右春坊右谕德兼侍讲，掌司经局事，十八年正月充玉牒纂修官，十九年七月与余继登主考應天府乡试，二十年八月升侍读学士。掌南京翰林院印信，二十一年四月升南京国子监祭酒，十二月改北祭酒，二十二年二月充经筵讲官，又兼充正史副总裁，十一月升南京礼部右侍郎，南下至苏州患病，乞休不允，二十三年十一月以本生父去世上疏乞终制，不久哀毁而卒。

## 家族
曾祖陸震，曾任兵部員外郎 贈太常寺少卿；祖父陸近仁，曾任七品散官；父陸儒家。母章氏。嚴侍下。兄陸可學，弟陸可愿、陸可寄、陸可式。